# Козирев Олександр Сергійович
Олекса́ндр Сергі́йович Ко́зирєв (рос. Алекса́ндр Серге́евич Ко́зырев, нар. 26 серпня 1986, Москва, СРСР) — російський керлінгіст, учасник зимових Олімпійських ігор (2014). Багаторазовий чемпіон Росії з керлінгу. Майстер спорту Росії. Ведуча рука — права.

## Життєпис
Олександр Козирев народився в Москві. Займатися керлінгом почав у 2000 році, завдяки своїм однокласникам, що запросили його спробувати пограти. Має подвійну вищу освіту — закінчив Московський державний авіаційний університет та Московську державну академію фізичної культури. Двічі ставав чемпіоном Росії з керлінгу у 2010 та 2012 роках. З 2013 року почав залучатися до лав національної збірної Росії.
У лютому 2014 року в складі збірної Росії, що отримала право брати участь у турнірі без відбіркових змагань, боровся за нагороди зимових Олімпійських ігор у Сочі. Був запасним гравцем команди. З 9 проведених на Іграх матчів росіянам вдалося перемогти лише у трьох, внаслідок чого вони посіли підсумкове сьоме місце і до раунду плей-оф не потрапили.

## Виступи на Олімпійських іграх
| Змагання                     | Місто | Місце | %    |
| ---------------------------- | ----- | ----- | ---- |
| Зимові Олімпійські ігри 2014 | Сочі  | 7     | 71 % |